# Hiorthhamn
Hiorthhamn (1925 zunächst Hiorth(h)avn, ab 1927 Hiorth(h)amn, ab 1935 auch Moskushamn) ist eine ehemalige Grubensiedlung im Norden des Adventfjorden auf der Insel Spitzbergen. Die Siedlung liegt auf der Longyearbyen gegenüberliegenden Seite des Fjords.

## Geschichte
Die Siedlung wurde in den Jahren 1916 bis 1921 im Auftrag der Kohlebergbaufirma A/S De Norske Kulfelter Spitsbergen errichtet. Den Namen Hiorthavn erhielt sie zu Ehren des damaligen Direktors Fredrik Wilhelm Louis Hiorth (1851–1923). Der Hiorthfjellet, ein 924 m hoher Berg südlich der Ortschaft, an dessen Flanke sich die Mine befand, trägt noch heute seinen Namen. 1925 wurde die Siedlung mit den Häusern aus dem aufgegebenen Bergbaudorf Advent City, das einige Kilometer nördlich lag, erweitert. Seit 1927 ist auch der Name Hiorthamn belegt. Aufgrund der Namenszusammenstellung „Hiorth-hamn“ (hamn ist ein norwegisches Wort für Hafen) findet man Schreibweisen mit einem oder zwei „h“.
Heute gehören die Ortschaft und die Mine der Norske Kulfelter A/S aus Fana in der Nähe von Bergen, die 1938 gegründet wurde. Diese gab dem Ort den neuen Namen Moskushamn, nach den 1929 in der Region ausgesetzten Moschusochsen. Die Moschusochsen vermehrten sich zunächst und erreichten etwa 50–100 Individuen in den 1960er-Jahren. Danach ging der Bestand deutlich zurück. Die letzte Sichtung stammt aus dem Jahr 1985, so dass sie heute auf Spitzbergen als ausgestorben gelten. Bergbau fand in der auf 582 m ü. M. liegenden Mine sporadisch statt, bis der Betrieb 1940 endgültig eingestellt wurde. 2002 wurde der Name wieder in Hiorthhamn geändert.
Heute findet man in Hiorthhamn eine Reihe Häuser, dazu technische Einrichtungen aus dem Bergbau, besonders Seilbahnen und sonstiges Material, das zurückgeblieben ist. Die Anlagen sind in verhältnismäßig gutem Zustand und werden instand gehalten. In Hiorthhamn finden sich, neben Ny-Ålesund, die bestbewahrten historischen Bergbauanlagen Spitzbergens. Einige Bewohner Longyearbyens unterhalten Wochenendhäuser in Hiorthhamn.

## Quelle
- Hiorthhamn. In: The Place Names of Svalbard (Erstausgabe 1942). Norsk Polarinstitutt, Oslo 2001, ISBN 82-90307-82-9 (englisch, norwegisch).